# Terrestrial Planet Finder

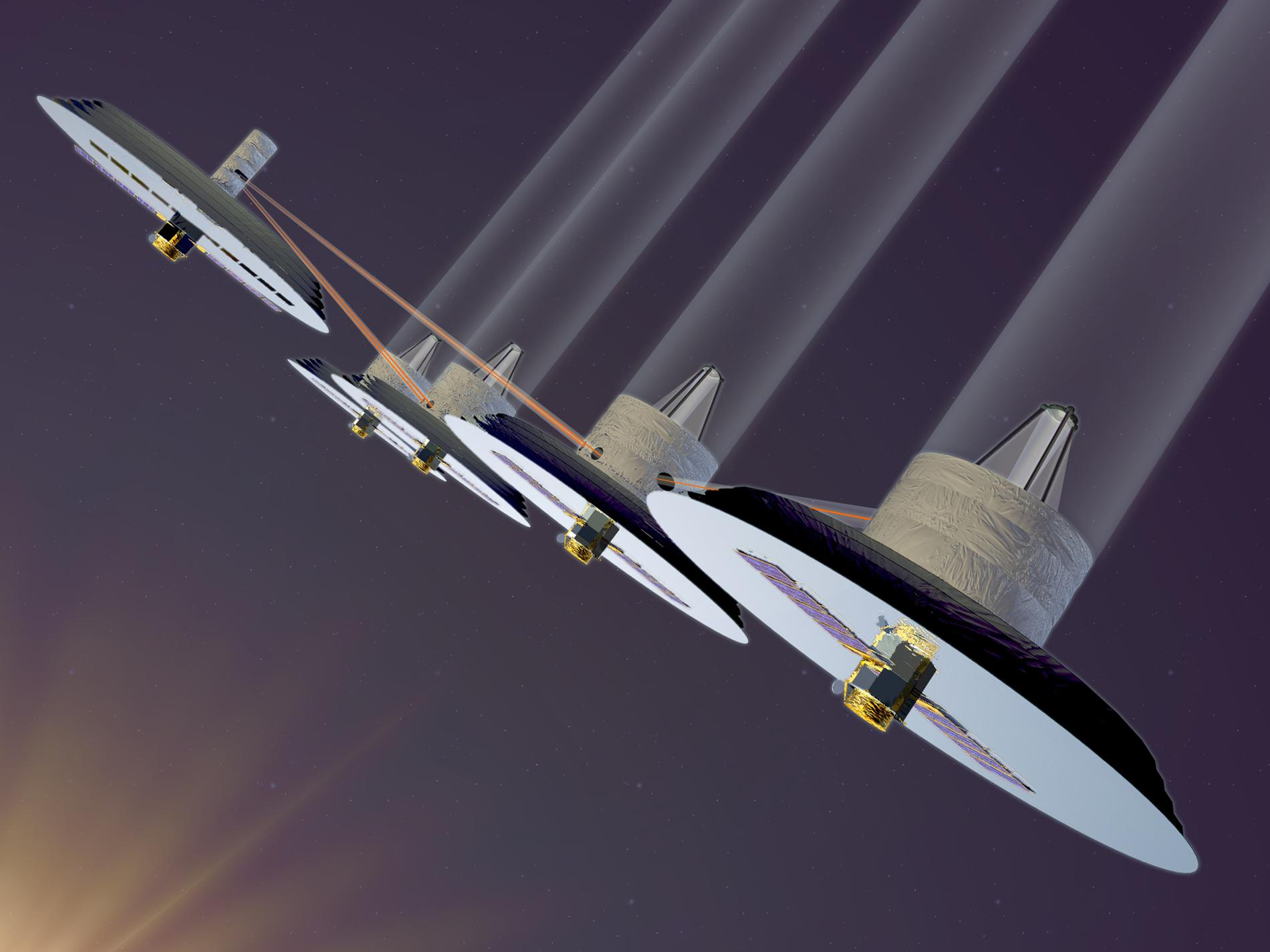
Terrestrial Planet Finder - Concepción artística del interferómetro infrarrojo.

Terrestrial Planet Finder (TPF, en español «Buscador de planetas terrestres») fue un proyecto de la NASA para la creación de un sistema de telescopios capaz de detectar planetas extrasolares terrestres. Su horizonte temporal estaba previsto para un período comprendido entre 2015-2020. El proyecto fue cancelado por recortes presupuestarios.
Hubiera comprendido dos observatorios complementarios que habrían sido capaces de detectar y estudiar planetas extrasolares bajo todos sus aspectos. TPF habría permitido también estudiar la formación de los planetas, desde el desarrollo de discos de polvo y gas alrededor de las estrellas recientemente formadas, hasta medir el tamaño, temperatura, composición atmosférica y otras características de planetas telúricos lejanos.
Los dos sistemas proyectados eran:
- Coronógrafo de luz visible (TPF-C): un gran telescopio óptico -10 veces más preciso que el Telescopio Espacial Hubble- capaz de anular la luz proveniente de la estrella y de esa forma detectar la tenue luz reflejada desde un planeta.
- Interferómetro infrarrojo (TPF-I): conjunto de pequeños telescopios que simularían un telescopio mucho más grande; también habría podido reducir la luz estelar para poder detectar la débil emisión infrarroja proveniente de planetas.

La publicación del presupuesto y calendario de la NASA para el año 2007 pospuso el proyecto indefinidamente. La Agencia Espacial Europea (ESA) contemplaba un proyecto similar, denominado Proyecto Espacial Darwin, que también fue cancelado. El Telescopio Espacial James Webb, con fecha de lanzamiento estimada para el 2021, podrá cumplir con algunas de las tareas asignadas al TPF, aunque sin contar con la potencia de observación que habría tenido este último.

## Las 25 estrellas prioritarias en el proyecto
| Orden | Nombre de la estrella | Constelación   | Distancia (años luz) | Tipo espectral |
| ----- | --------------------- | -------------- | -------------------- | -------------- |
| 1     | Alfa Centauri A       | Centaurus      | 4,3                  | G2V            |
| 2     | Alfa Centauri B       | Centaurus      | 4,3                  | K1V            |
| 3     | Tau Ceti              | Cetus          | 12                   | G8V            |
| 4     | Eta Cassiopeiae       | Casiopea       | 19                   | G3V            |
| 6     | Delta Pavonis         | Pavo           | 20                   | G8V            |
| 5     | Beta Hydri            | Hydrus         | 24                   | G2IV           |
| 7     | Pi3 Orionis           | Orión          | 26                   | F6V            |
| 8     | Gamma Leporis         | Lepus          | 29                   | F7V            |
| 9     | Épsilon Eridani       | Eridanus       | 10                   | K2V            |
| 10    | 40 Eridani            | Eridanus       | 16                   | K1V            |
| 11    | Zeta Tucanae          | Tucana         | 28                   | G0V            |
| 12    | Épsilon Indi          | Indus          | 12                   | K4/5V          |
| 13    | Beta Comae Berenices  | Coma Berenices | 30                   | G0V            |
| 14    | Gamma Pavonis         | Pavo           | 30                   | F7V            |
| 15    | Iota Persei           | Perseo         | 34                   | G0V            |
| 16    | Beta Virginis         | Virgo          | 36                   | F9V            |
| 17    | Gamma Serpentis       | Serpens        | 36                   | F6V            |
| 18    | Sigma Draconis        | Draco          | 19                   | K0V            |
| 19    | Theta Persei A        | Perseo         | 37                   | F7V            |
| 20    | 61 Virginis           | Virgo          | 28                   | G5V            |
| 21    | Kappa1 Ceti           | Cetus          | 30                   | G5V            |
| 22    | Ípsilon Andromedae    | Andrómeda      | 44                   | F8V            |
| 23    | Zeta Doradus          | Dorado         | 38                   | F6/7V          |
| 24    | HIP 57443             | Centaurus      | 30                   | G3/5V          |
| 25    | 10 Tauri              | Tauro          | 45                   | F8V            |